# (1514) Ricouxa
(1514) Ricouxa es el asteroide número 1514, en el cinturón principal. Fue descubierto por el astrónomo Max Wolf desde el observatorio de Heidelberg, el 22 de agosto de 1906. Su designación alternativa es 1906 UR.